# باتريك ديبايلير
باتريك ديبايلير (بالفرنسية: Patrick Depailler) مواليد 9 أغسطس 1944 في كليرمون فيران، كان سائق فورملا 1 فرنسي سابق كان قد بدأ مسيرته الاحترافية سنة 1972. كان أول سباق له هو جائزة فرنسا الكبرى 1972، حقق أول فوز له في جائزة موناكو الكبرى 1978. خاض خلال مسيرته 95 سباقاً فاز في 2 منها.

## سباقات شارك فيها
- لو مان 24 ساعة
- بطولة العالم للسيارات الرياضية

## بطولات حققها
- جائزة موناكو الكبرى 1978
- جائزة إسبانيا الكبرى 1979

## روابط خارجية
- باتريك ديبايلير على موقع Racing-Reference.info (الإنجليزية)
- باتريك ديبايلير على موقع DriverDB.com (الإنجليزية)